# Haute-Avesnes
Haute-Avesnes és un municipi francès situat al departament del Pas de Calais i a la regió dels Alts de França. L'any 2007 tenia 395 habitants.

## Demografia

### Població
El 2007 la població de fet de Haute-Avesnes era de 395 persones. Hi havia 142 famílies de les quals 20 eren unipersonals (4 homes vivint sols i 16 dones vivint soles), 55 parelles sense fills, 63 parelles amb fills i 4 famílies monoparentals amb fills.
La població ha evolucionat segons el següent gràfic:
Habitants censats

### Habitatges
El 2007 hi havia 153 habitatges, 146 eren l'habitatge principal de la família, 1 era una segona residència i 6 estaven desocupats. 148 eren cases i 5 eren apartaments. Dels 146 habitatges principals, 137 estaven ocupats pels seus propietaris, 7 estaven llogats i ocupats pels llogaters i 2 estaven cedits a títol gratuït; 1 tenia dues cambres, 5 en tenien tres, 20 en tenien quatre i 120 en tenien cinc o més. 129 habitatges disposaven pel capbaix d'una plaça de pàrquing. A 57 habitatges hi havia un automòbil i a 83 n'hi havia dos o més.

### Piràmide de població
La piràmide de població per edats i sexe el 2009 era:
| Homes | Edats   | Dones |
| ----- | ------- | ----- |
| 0     | 95 o +  | 0     |
| 4     | 90 a 94 | 0     |
| 0     | 85 a 89 | 4     |
| 4     | 80 a 84 | 0     |
| 4     | 75 a 79 | 8     |
| 12    | 70 a 74 | 8     |
| 4     | 65 a 69 | 8     |
| 4     | 60 a 64 | 8     |
| 16    | 55 a 59 | 0     |
| 20    | 50 a 54 | 28    |
| 16    | 45 a 49 | 24    |
| 0     | 40 a 44 | 0     |
| 8     | 35 a 39 | 4     |
| 40    | 30 a 34 | 12    |
| 8     | 25 a 29 | 24    |
| 28    | 20 a 24 | 4     |
| 16    | 15 a 19 | 4     |
| 4     | 10 a 14 | 8     |
| 12    | 5 a 9   | 8     |
| 12    | 0 a 4   | 8     |

## Economia
El 2007 la població en edat de treballar era de 244 persones, 179 eren actives i 65 eren inactives. De les 179 persones actives 170 estaven ocupades (90 homes i 80 dones) i 9 estaven aturades (4 homes i 5 dones). De les 65 persones inactives 33 estaven jubilades, 14 estaven estudiant i 18 estaven classificades com a «altres inactius».

### Ingressos
El 2009 a Haute-Avesnes hi havia 144 unitats fiscals que integraven 405 persones, la mediana anual d'ingressos fiscals per persona era de 19.927 €.

### Activitats econòmiques
Dels 17 establiments que hi havia el 2007, 3 eren d'empreses de fabricació d'altres productes industrials, 5 d'empreses de construcció, 4 d'empreses de comerç i reparació d'automòbils, 1 d'una empresa d'hostatgeria i restauració, 1 d'una empresa de serveis, 1 d'una entitat de l'administració pública i 2 d'empreses classificades com a «altres activitats de serveis».
Dels 8 establiments de servei als particulars que hi havia el 2009, 1 era un taller de reparació d'automòbils i de material agrícola, 1 paleta, 2 fusteries, 1 lampisteria, 1 electricista i 2 perruqueries.
L'únic establiment comercial que hi havia el 2009 era una carnisseria.
L'any 2000 a Haute-Avesnes hi havia 9 explotacions agrícoles.

## Equipaments sanitaris i escolars
El 2009 hi havia una escola elemental integrada dins d'un grup escolar amb les comunes properes formant una escola dispersa.

## Poblacions més properes
El següent diagrama mostra les poblacions més properes.